# 승리자동차련합기업소
승리자동차련합기업소(勝利自動車聯合企業所)는 평안남도 덕천시에 위치한 조선민주주의인민공화국 기계공업성 산하 북한 유일의 종합자동차공장으로서 북한의 자동차 생산 능력의 80%이상을 점유하고 있다. 생산 차종은 승리호 트럭, 자주호 트럭, 건설호 대형 트럭, 금수산호 트럭과, 갱생호 지프, 충성호 소형 버스, 천리마호 대형 버스 등으로 생산능력은 3만 대 규모이다. 기술 수준은 주요 자본주의 국가에 못지 않은 것으로 평가받고 있다.

## 승리자동차련합기업소의 역사
이 기업소는 1950년에 김일성이 공장을 잡았다고 하며 1958년 구 체코 연방의 지원으로 건설되어, 북한 최초로 적재량 2.5톤의 화물자동차 승리-58호를 생산하기 시작한 덕천 자동차 공장으로부터 시작되었다.
1959년 10월에는 10만㎡의 자주호 화물 자동차 생산공정을 조업하였다. 이후 북한은 제1차 7개년 계획 기간과 6개년 계획 기간 동안 생산 공정을 자동화, 기계화하는 한편 공장 이름을 승리 자동차 종합 공장으로 개칭하고, 종합 자동차 공장으로 조성하였다.
1971년부터 설비 확장을 적극 추진하여 1972년에는 규격품분공장, 수지분공장, 고무분공장, 혁장분공장, 라디에이터분공장, 청정기분공장, 분사기분공장, 휴대공구분공장, 점화기분공장 등 9개 분공장을 완성하였으며, 1973년에는 적재함 분공장과 40여개의 가공 라인을 자동 및 반자동 가공 라인으로 개조하였다.
1974년에는 광산 및 건설용 25톤급 화물자동차 건설호 제1,2,3직장이 증설되었고, 1975년에는 총 500여대의 만능 설비 제작과 20여개 대상에 자동 가공 라인을 실현하는 등 5,300여건의 기술 혁신안을 생산에 도입하여 자동차 부분품의 가공 속도와 조립 속도를 2 - 3배 늘림으로 6개년 계획을 완수하였다고 발표하였다.
1980년대에 2단계 확장 공사를 추진하여 1989년 동 공장은 연건축 면적 10여 만㎡에 30여 개의 새로운 생산 건물들을 건설하는 확장 공사를 완료하였다.
그 결과 이 공장은 부지 면적 25만㎡에 13개의 단일 공장과 30여개의 생산건물로 구성되어 있는 북한 최대의 자동차 공장으로 발전하였다.
그러나 80년대 말부터 시작된 북한의 경제 상황 악화는 이 기업소 가동률 저하로 이어졌고 90년대 중반 소위 고난의 행군을 거치면서 더욱 심화되어 시설 확충은 물론 생산도 제대로 이루어지지 못했다.

## 승리자동차련합기업소의 개건 현대화 과정
2000년부터 갱신 현대화된 승리-58형 등의 양산에 주력하였는데, 기업소에 파견된 2월17일 과학자 기술자 돌격대들과 함께 신형 자동차용 기화기를 개발하고 기술발표회도 진행하였다.
2001년들어 2.5톤 유도로를 보수하는 가운데 주물직장에서 흑연주철 생산공정을 새로 개조하였다.
차량 문 생산 공정과 차부속품 공장의 볼반, 선반, 후라이스반, 연마반 등의 가공 설비를 개조하고 복구하였으며 승리호 등의 엔진 블록 생산을 회복하였다.
2004년부터는 소재 생산 부문의 가동률 제고를 위한 설비 보수와 자주호 자동차의 기관 출력을 높이기 위한 개조 사업을 진행하였으나 주물 직장의 주강로와 저주파유도로에 새로운 용해 방법을 도입하고 용접봉을 쓰지 않는 프라즈마 절단기를 자체 제작하였으며 주물직장 조형 흐름선의 컴퓨터화를 진행한 것 이외에 다른 성과가 없었던 것으로 보인다.
2009년 3월 김정일이 방문하여 품질 제고와 생산 정상화를 위한 CNC 공작기계 도입, 생산 공정 현대화의 밑자금 효율적 사용, 협동품 보장 문제 해결 등을 지시하였으며 이후 2012년까지 생산공정 현대화 목표를 설정하고 작업에 착수하게 되었다.
이 같은 노력의 성과로 5월에 승리호 차축 직장에서 계획을 2배 이상 수행하는 등 승리 58호 생산계획을 완수했다고 하며 열처리 소경제를 자체 원료를 이용하여 새로 개발하고 계단식 소경에 의한 열처리 공정을 새롭게 확립하였다.
2010년 들어 엔진분공장의 공작기계들을 CNC화 하는데 힘을 집중하였는데 희천공작기계종합공장과 구성공작기계종합공장의 CNC 설비들을 기본으로 승리호, 자주호 엔진 블록 가공 라인과 엔진 조립 라인들의 설비들을 일부 교체하여 가동 효율을 개선하였으며 주조 공정과 형단조 공정을 현대화하기 위한 사업에서도 성과를 거두었다.
이 같은 엔진 생산공정 현대화작업은 당초 목표인 2012년 이후에도 진행되었으며 이 작업이 진행되는 가운데 10월에 신형 화물자동차 시제품 제작에 착수하였다.
2013년 2월 승리호, 자주호 기관 생산공정에 설치한 크랑크축연마반 등 신형 CNC 설비들의 시운전에 성공하였으며 하반기에 기본생산에 들어가기 위해 가동준비를 진행하였다.
2017년 김정은이 현지지도를 갔을 때 현재 승리자동차련합기업소의 조립 라인을 보고 한심하게 생각하여 더욱 힘을 써야하고 현대화의 기치를 높게 다져야한다고 명령을 내렸고 현대화를 하라고 명령을 내렸다.
그리하여 조선민주주의인민공화국은 개건 현대화를 위하여 돈을 투자하기 시작을 하였음을 알 수가 있었고 특히 조립 라인의 복구와 가공 라인의 복구를 전면적으로 나섰다.

그리고 박봉주 총리의 현지 료해와 특히 최룡해 최고인민회의 상임위원장의 현지 료해를 통하여 많은 노하우를 전수하였으며 특히 김재룡 총리도 자주 승리자동차련합기업소로 현지 료해를 갔다.

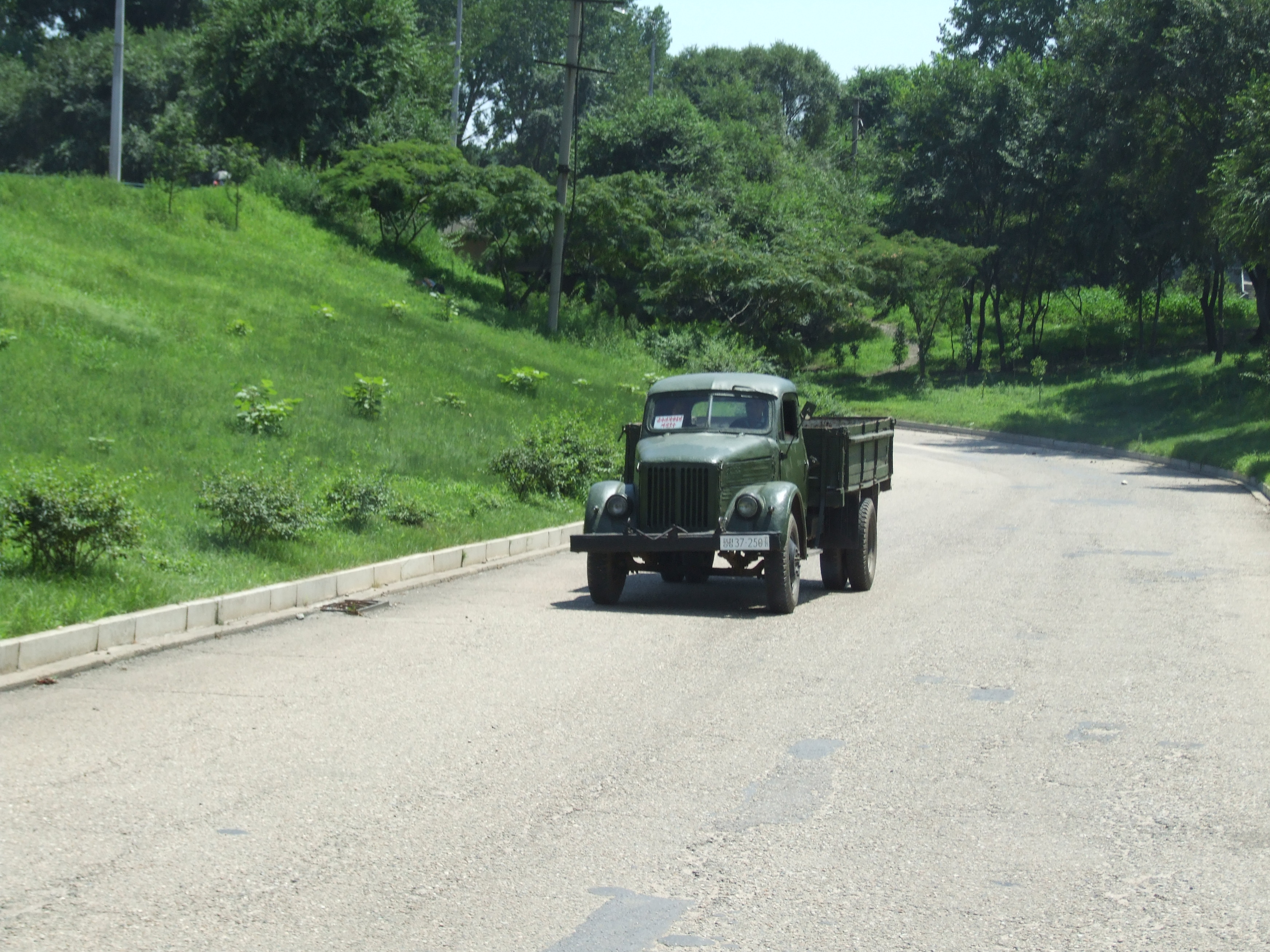
승리 58호

## 차량 생산 종류
- 승리 58호
- 자주호
- 금수산호
- 투쟁호
- 승리 1010호
- 승리산호
- 건설호
- 승리-415호
- 백두산호
- 갱생호

## 같이 보기
- 조선민주주의인민공화국의 경제